# Grička vještica
Grička vještica je ciklus romana hrvatske književnice Marije Jurić Zagorke.
Grička vještica nije jedan jedinstveni roman, nego ciklus romana od sedam svezaka. Prvi roman čuvenog ciklusa pod nazivom "Tajna krvavog mosta" počinje izlaziti 1912. godine u Malim novinama, a tiska se u svescima. Uspjeh je tako živ da vlasnici tiskare, ne pitajući Mariju Jurić Zagorku, objavljuju na kraju romana da je to tek uvod i da će se uskoro pojaviti nastavak.
Zapregnuta u taj pripovjedačko-novinarski jaram, autorica piše iz dana u dan, te objavljuje uoči I. svjetskog rata (1913. – 1914.) "Kontesu Neru", i "Malleus maleficarum". Poslije rata u "Novostima" i "Večeri" ostale romane koji se ideološki i tematski nadovezuju na one spomenute: "Dvorska kamarila", "Suparnica Marije Terezije I'", "Suparnica Marije Terezije II" i "Buntovnik na prijestolju".
Dana 18. lipnja 1918. godine u HNK-u u Zagrebu izvedena je dramatizacija popularnog romana spisateljice Marije Jurić Zagorke "Grička vještica". Kazališna je uprava točno znala da će to djelo i na pozornici požnjeti nezapamćen uspjeh. Priču o progonu vještica u Zagrebu autorica je odjenula u romantičarsko pustolovno ruho. Djelo je dalo velik doprinos u opismenjavanju naših ljudi i izvan granica Hrvatske.

## Izdavačka povijest
| # | Naslov                        | Br. stranica | Br. poglavlja | 1. objavljivanje | Objavljivan u | 1. cjelovito izdanje | Bilješke |
| - | ----------------------------- | ------------ | ------------- | ---------------- | ------------- | -------------------- | -------- |
| 1 | Tajna krvavog mosta           | 490          |               | 1912.-?          | Male novine   | .                    |          |
| 2 | Kontesa Nera                  |              |               | 1913.-           |               | .                    |          |
| 3 | Maleus maleficarum            |              |               |                  |               | .                    |          |
| 4 | Suparnica Marije Terezije I.  |              |               |                  |               | .                    |          |
| 5 | Suparnica Marije Terezije II. |              |               |                  |               | .                    |          |
| 6 | Dvorska kamarila              |              |               |                  |               | .                    |          |
| 7 | Buntovnik na prijestolju      |              |               |                  |               | .                    |          |

## Zagorka i roman "Grička vještica"
Kazališna izvedba je na pozornici donijela nezapamćen uspjeh. Unatoč uspjehu pojavile su se i kritike u kojima se autoricu napada, a njezin se rad naziva šundom. No bilo je onih koji su hvalili dramu. A. V. Kučinić u studiji „Czopernicki czeh” objavljenoj u časopisu „Zagreb” 1. siječnja piše: :„...Pročitavši Zagorkinu Gričku vješticu, neobično sam se iznenadio nad vještinom kojom Zagorka piše o ovom tragičnom razdoblju ljudske povijesti. Ona prije nego što se lati pisanja svoga romana, dobro prouči potrebni povijesni materijal i, prema tome, čine joj nepravdu koji na njezina djela gledaju s visokog pijedestala i njezine romane prezirno guraju među sajmišnu literaturu. Zagorka je svoju Gričku vješticu obradila na temelju krvavih sudbenih ljetopisa starog Zagreba, i to u ono doba kad se kod nas slabo znalo o progonu vještica i kad su, dapače, neki učenjaci tvrdili da u Zagrebu nije bilo takvih progona...”
U Jutarnjem listu od travnja 1930. izašla je izjava profesora Horvata u kojoj on potvrđuje autentičnost podataka na osnovi kojih je Zagorka pisala svoje mnogo napadane romane: :„...Autorica je dolazila u arhiv dok je još bio u Banskim dvorima u prizemlju pa je tražila i dobivala podatke od dr. Bojničića, Laszovskog i mene. Mi smo je uputili na znanstvena djela koja govore o tom pitanju (progonu vještica u Hrvatskoj i čitavoj Europi) i moram priznati da je Zagorka uložila mnogo truda da to prouči. Ona je pročitala bezbroj rasprava koje smo pisali... Naravno da njoj kao piscu pripada licentia poetica, ali gospoda krivo misle da je radnja izmišljena. Pozadina njezinih romana je apsolutno vjerno prikazana. Vrlo štujem Zagorku što svojim romanima popularizira povijest...”

## Vrijeme radnje
Vrijeme radnje teče kronološkim slijedom uz povremene retrospekcije koje se očituju u ispovijedima likova, odnosno njihovim prisjećanjima iz prošlosti: „Radnja se odvija u stalnom kretanju prema naprijed, sadašnjost se nadovezuje na novu sadašnjost, prošli događaji se spominju samo ako u nekom zapletu mogu postati element konstrukcije, budući – samo kao prijetnja ili mogućnost povoljnog rješenja po glavnog junaka.”
Približno točno vrijeme radnje možemo odrediti uz pomoć podataka iz romana: radnja Tajne Krvavog mosta započinje u kasno ljeto, a završava u proljeće iduće godine: „...Kad su procvale đurđice...”, radnja Kontese Nere započinje proslavom sedamnaestog rođendana glavne junakinje romana – kontese Nere Keglevicz, u jesen iste godine kada je završila radnja Tajne Krvavog mosta. Radnja Kontese Nere i Malleus maleficaruma se odvija u razdoblju od tri godine, radnja Suparnice Marije Terezije I i II odvija se u razdoblju od jedne godine. Upravo iz romana Suparnica Marije Terezije II možemo uzeti povijesni događaj (koji se opisuje u romanu), - predaje carske krune Josipu II. 1780. godine, kao orijentaciju. Dakle, radnja prvog romana započinje oko 1775. godine, Dvorske kamarile oko 1784. a završava 1787. kada započinje radnja zadnjeg nastavka – Buntovnika na prijestolju. Ponovno nam iz radnje posljednjeg romana godina 1788. služi kao orijentacijska, potkrepljena povijesnim događajem opisanim u knjizi – rat Josipa II. s Turcima koji je trajao do 1790. godine. Rat je završio smrću Josipa II. - također opisanim u djelu. Radnja završava 1791. Podatkom iz fabule – onim koji govori da sin glavnih junaka koji se spominje u Buntovniku na prijestolju kao dvogodišnje dijete te 1790. opisom ovog istog djeteta kao petogodišnjeg dječaka, možemo potkrijepiti točnost vremenskog razdoblja trajanja radnje od šesnaest godina. Dakle od 1775. – 1791. Isto se tako poklapa Nerin šesnaesti rođendan s krajem djela, kada ona kao tridesetdvogodišnja žena ima petogodišnjeg sina.
Vrijeme radnje je utkabo u početak osamnaestog stoljeća, kada u Hrvatskoj dolazi do sukoba Hrvata s Mađarima pri kojemu se Marija Terezija priklanja Mađarima radi očuvanja postojećeg mira u Monarhiji. Ovo razdoblje preslika je stanja u Hrvatskoj za vrijeme nastanka romana, dakle od 1913. – 1920. kada se Hrvatska nalazi u nezavidnom položaju za vrijeme i nakon Prvoga svjetskog rata. Iz ove činjenice iščitavamo upravo političku obojenost spisateljičinih romana, među kojima je i Grička vještica.

## Mjesto radnje
Mjesto radnje teško je detaljno i precizno odrediti jer se radnja odvija u velikom broju prostorija, dvoraca pa čak i gradova.
Radnja romana Tajna Krvavog mosta odvija se u Zagrebu, Varaždinu te u Hrvatskom zagorju. Od brojnih prostora kao mjesta zbivanja neki od znamenitijih su: Patačićev dvor, dvorac grofa Meška, mlin na Savi u Zagrebu, crkva sv. Marka, kula Lotrščak, kuća baruna Makara, samostan opatica sv. Klare, kuća barunice Lehotske...
Radnja romana Kontese Nere odvija se u Zagrebu i Beču. Prostori: Mesnička kula, kuća Barice Cindek, „Crvenom dvorcu” grofice Ratkay, dvoru carice Marije Terezije, gostiona „kod Crnog orla”, dvorac Mokrice, Manduševac, palače gradskih poglavara, Slavetić...
Radnja romana Malleusa maleficaruma odvija se u Beču, Sisku, Zagrebu. Prostori: Draškovićev dvorac, Oroslavje, Mokrice, Grič, dvorac carice Marije Terezije, kuća gradskog odvjetnika Dvojkovića, palača gradskog suca Krajačića...
Radnja romana Suparnica Marija Terezija I. i II. odvija se najvećim dijelom na dvoru habsburške carice Marije Terezije – u tzv. Terezijanumu u Beču te na drugim lokacijama u Beču, npr. u „Žutom gradu” (naziv za dio Beča, današnju četvrt, u kojemu su živjeli Židovi), u šumi Waldburg, u kući kovača lijesa Woolfa, u jezuitskim samostanima...
Radnja romana Dvorska kamarila odvija se u Beču, u Parmi u Italiji, u Bavarskoj, u Hrvatskom zagorju. Prostori: Terezijanum, dvorac grofa Vojkffyja, waldburški dvorac, dvor kćeri Marije Terezije Amalije u Parmi...
Radnja romana Buntovnik na prijestolju odvija se na Zemunskoj ravnici, u Beču, Ugarskoj, Beogradu, Karlovcu. Prostori: carski laboratorij, Rosenbergov dvorac, dvorac cara Josipa II., odaje carice Marije Terezije, Terezijanum, jezuitski samostan...
Odabir mjesta radnje vrši ulogu u prikazivanju događaja. Radnja se ne prikazuje istovremeno na više mjesta, ali mjesto njena odvijanja mijenja se iz epizode u epizodu. Radnja se odvija na poznatim povijesnim lokacijama u Europi općenito govoreći, ali i u Hrvatskoj, odnosno u Zagrebu. Upravo činjenica da se većina događaja odvija u Zagrebu i Beču otkriva nam spisateljičinu namjeru buđenja društvene svijesti. Glavni se likovi, koji su rodom iz Hrvatske, na carskom dvoru u Beču gdje su stjecajem okolnosti prisiljeni živjeti bore za vlastiti te opstanak svoje ljubavi. Spisateljica pomoću njihove priče preslikava život vlastitoga vijeka u kojemu se Hrvatska bori za odcjepljenje od tuđinskog utjecaja, odnosno tuđinske vlasti. Smještajući radnju na znamenite lokacije u Hrvatskoj, a naročito u Zagrebu, ona otkriva i ističe svoju zavičajnost i patriotski žar. Prikazujući misteriozna zbivanja u podzemnim hodnicima starog Griča otkriva oslonjenost na nacionalnu mitologiju. Spisateljica ovim postupkom u čitateljima pobuđuje interes za slične lokacije u svojoj domovini, dakle u Hrvatskoj, te samim time potiče čitatelje na istraživanje, na otkrivanje sljedećih događaja kako bismo saznali što više o daljnjem razvoju radnje. Ona vješto smješta radnju na lokacije čiju povijesnu važnost otkriva samom radnjom. Ispreplićući ova dva učinka u čitatelja se spontano budi domoljublje: „...Paralelno sa razvojem svijesti o nacionalnoj pripadnosti i rađanjem interesa za povijest..., raste interes za povijesne teme i istovremeno se uočava mogućnost formiranja društvene svijesti suvremenika izborom ovih tema. Poučiti i zabaviti namjeravala je i Zagorka pišući Gričku vješticu. U oba ova imperativa unijela je toliko spisateljskog žara da je, u okvirima one vrste književnosti kojoj po svim osobinama pripada, u tome zaista i uspijevala...”

## Vrsta djela
"Grička vještica" je roman. Po temi to je ljubavni roman s elementima pustolovnog, kriminalističkog, akcijskog, povijesnog. Djelo je nastalo u razdoblju moderne, no ono nije reprezentativan primjer toga razdoblja. U djelu se susrećemo s mnogim romantičarskim motivima kao što su npr. : mistika, tajanstvenost, neobjašnjiva ubojstva, lik kontese Nere koji je tipičan romantičarski lik (ona je zbog svojih stavova u sukobu s društvom u kojem živi), spisateljičino unošenje narodne usmene predaje u radnju. Također se ističe utjecaj hrvatskog narodnog preporoda na Zagorkino stvaralaštvo. On se očituje u pomalo antiaustrijskoj orijentaciji jer Zagorka ,pišući o borbi glavnih junaka za svoju sreću na bečkom dvoru, želi upozoriti na provođenje mađarizacije u njeno doba. Ona sugestivno, ali ipak neizravno ističe da glavne junake u tuđini sustižu nedaće jedna za drugom, te nam govori o spisateljičinom mišljenju kako Hrvatsku sustižu nevolje pod tuđom vlašću.
Likovi se upuštaju u vratolomne pustolovine kako bi spasili svoje ideale, obranili svoje stavove ili razotkrili zločince. Razna ubojstva kao npr. u Tajni Krvavog mosta, kojim ubojica nagoviješta ubojstva još osmorice plemića daju kriminalističku notu romanu. Povijesni događaji koji su ukomponirani u djelo kao dio prepreka koje glavni junaci moraju prebroditi da bi ostvarili svoju sreću u romanu vrše ulogu Zagorkine namjere da hrvatske čitaoce zainteresira za hrvatsku povijest. Razni podzemni hodnici, tajni prolazi u zidovima palača, dvoraca (npr.: u Trakošćanu, Mokricama), zatvaranja u podrume, daju romanu ugođaj tajanstvenosti i mističnosti. Akcija se prikazuje uglavnom pomoću prepričavanja, jedna od rijetko opisanih je Sinišino prerušavanje u vraga.
U romanu se pomoću dijaloga „...postiže maksimalna podudarnost vremena pripovijedanja i vremena opisanog zbivanja, na taj se način gotovo sva prikazivanja i prikazuju, što može zvučati čudno, jer se radi o vrsti romana u kojoj je akcija dominatni element sadržaja...”

## Jezik i stil
Romani objedinjeni pod zajedničkim naslovom Grička vještica pisani su kao romani u nastavcima što govori o gomilanju kratkih  epizoda koje se prekidaju na najzanimljivijem mjestu. Funkciju formiranja zapleta ima prerušavanje. Stanka se prerušava u muškarca: „...Presvlačenje sirotice Stanke u muškarca postaje osnova mnogim zapletima i razlog uvođenju mnogih poznatih motiva: muškarac se nalazi između dvije žene..., pa iz toga proizlaze mnoge komplikacije, ova će Stankina vještina biti povod mnogim tajanstvenim događajima, a poslužit će i povezivanju ovog prvog dijela Gričke vještice sa drugim dijelom. Ovakva su rješenja tipična za mnoge vješto konstruirane epizode u Gričkoj vještici.”7, Siniša u krvnika, vraga i pruskog vojnika, Nera u sluškinju, Josip II. u građanina, grofica Čikulini u seljakinju, Giulija u barunicu Lehotsku, opaticu Beatu, barun Makar u lopova...
	Napetost je postignuta prekidanjem mnogobrojnih epizoda u najnapetijem trenutku, a osim toga i specifičnom Zagorkinom tehnikom „preskakivanja” događaja koji se naknadno razriješe.
	Prisutna su razna romantičarska obilježja kao npr.: zagonetna ubojstva, tajni prolazi u zidovima ili u podzemlju, špilje, motivi podruma napuštenih kuća i opisi tajanstvenih samostana preuzeti iz gotskih romana. Ljubavni zapleti preuzeti su iz sentimentalnih romana, a drumski razbojnici iz pustolovnih.
	Fabula je razgranata i opsežna, svi sporedni događaji su važni za razvoj glavne radnje. Radnja se odvija pomoću dijaloga. Nema spisateljičinih prepričavanja, a da sadržaj ne pripovijeda jedan od likova. Spisateljica nije nepristran pripovjedač: ona se priklanja pozitivnim likovima, iako negativne ne osuđuje, ali ih u djelu uvijek primjereno kažnjava zbog njihovih činova. Roman je napisan u on – obliku, što znači da je spisateljica sveznajući pripovjedač.
	Roman je napisan jednostavnim, pripovjednim jezikom uz uporabu germanizama, talijanizama, latinizama. Jednostavno, sažeto, jasno i konkretno prikazivanje događaja obilježja su spisateljičinog novinarskog stila.

## Tematske odrednice "Gričke vještice"
„...Da bi izrazila svoje ideje koje su imale osuditi svaku svijest koja nekritički prihvaća predrasude i zastarjele društvene norme, Zagorka bira temu koja najbolje udovoljava i njenim pripovjedačkim sposobnostima. Progoni vještica, kao tema iz i ne tako davne prošlosti, vješto su iskorišteni za nizanje stravičnih, tajanstvenih i pustolovnih scena...” Tema ovog romana mogla bi se odrediti kao ljubavno – povijesna. Uz ljubavne priče glavnih likova Tajne Krvavog mosta: Stanke i Meška, te glavnih likova iz romana: Kontesa Nera, Malleus Maleficarum, Suparnica Marije Terezije I i II, Dvorska kamarila, te Buntovnika na prijestolju: Nere i Siniše, pratimo još nekoliko ljubavnih priča sporednih likova. Ove ljubavne priče – kako glavnih, tako i sporednih likova isprepletene su sa znamenitim povijesnim zbivanjima onoga doba, npr: ukidanje progona vještica, reforme Marije Terezije i Josipa II., rat Habsburške monarhije s Turcima, djelovanje Trenkovaca, caričina politika koju je vodila udajući i ženeći svoju djecu s djecom europskih vladara stvarajući tako saveze radi očuvanja mira u Europi, retrospekcije pojedinih likova: bitka s Turcima kod Siska, urota zrinsko – frankopanska, rat Marije Terezije s Fridrihom II. ... Budući da je kroz cijeli ciklus romana prisutan motiv vještica, a naročito u romanima: Kontesa Nera i Malleus maleficarum osim ljubavno – povijesne teme, prisutna je i tema progona i spaljivanja vještica kojom Zagorka potiče žene svoga doba na svojevrstan revolt, jer su bile diskriminirane. U romanu Malleus maleficarum čiji naslov znači malj protiv vještica, koji je ujedno i naslov zloglasne knjige s kraja petnaestog stoljeća autora Henrika Institorisa i Jakoba Sprengera, Zagorka pomoću priče glavne junakinje Nere, koja se bori za ukidanje spaljivanja žena pod optužbom da su vještice, dočarava svoju borbu koju je vodila kako bi je muškarci prihvatili kao novinarku.

## Karakterizacija likova
Likovi su plošno atribuirani i polarizirani. Imaju unaprijed zadane karakterne osobine: ili su dobri ili zli. Spisateljica ovom tehnikom, koja se još naziva i crno – bijela tehnika, radnju u biti svodi na stalnu borbu antagonističkih parova, bez psiholoških nijansi: „...Crno – bijela tehnika proteže se i na formiranje zapleta. Crni likovi su pokretači radnje, oni su organizatori spletki, a razlozi za ovakvu djelatnost raznoliko su motivirani, bilo glupošću, neukošću, gramzivošću ili sujetom, ali uvijek neobrazloženom osobinom lika. Bijeli se likovi nalaze u stalnom aktivnom stanju izmicanja pogibeljima koje im sa svih strana prijete.”9 Česta je uporaba dualizma ličnosti, npr.: jezuit Anzelmo, koji je jedan od intriganata Tajne Krvavog mosta, se u kasnijim nastavcima pojavljuje kao jezuit Grande. Osim dualizma, susrećemo se i s višestrukim ličnostima kao npr.: Giulija – žena baruna Makara, koja se Anzelmu predstavlja kao opatica Beata, a visokom plemstvu kao udovica Katarina Lehotska. 
	Osobine likova se ne mijenjaju. Likovi prolaze kroz mnoga iskušenja, ali i u raznim situacijama ostaju onakvi kakvi su predstavljeni prvi put – ili dobri ili zli: „...Svako detaljno psihološko karakteriziranje likova zaustavilo bi gomilanje epizoda i smjenjivanje događaja.”10
Dakle, da je spisateljica iznosila psihološka obilježja pojedinih karaktera, radnja bi izgubila na dinamičnosti, gomilanje epizoda prekinutih u najnapetijem trenutku koje vrši zadaću održavanja napetosti, bi rezultiralo padom napetosti i indirektnim udaljavanjem od trenutne radnje.
	Spisateljica koristi širok spektar likova koje pronalazi u svim slojevima. Ona u radnju uvodi seljake, odnosno kmetove, purgere, plemstvo, aristokrate pa čak i likove iz carske obitelji. Likovi su iz različitih zemalja ugl. iz Zagreba i Beča, pri čemu autorica na neizravan način sugerira svoju naklonost prema likovima iz Hrvatske. Oni se u Beču bore za svoj opstanak, ne uživaju ni u kom pogledu, u tuđini ih snalaze same nevolje kojima su uzrok ugl. tuđinci. Viši slojevi iskorištavaju niže slojeve. Oni iskorištavaju neukost običnog puka potičući ih da vjeruju u razne besmislice služeći se svojom vlašću kako bi ih uvjerili u to. Najbolji primjer za ovu činjenicu jest onaj, koji govori kako su odvjetnik Dvojković i gradski notar Sale poticali vjerovanje puka u vještice radi svoje koristi. Naime, oni su noću pljačkali prerušeni u vještice i ostavljali metle na mjestu zločina, a danju okrivljali vještice kao glavne krivce za pljačke, ali i ostale nedaće koje su snalazile narod (poplave, tuče). Plemići su osnovali tajno društvo „Lucifera” koje je imalo sjedište u Dvojkovićevoj kući te u Samoboru. Luciferi su noću orgijali i opijali se s mladim seljankama koje su zbog svog neznanja bile uvjerene da su u paklu: „...luciferani koji nesmetano orgijaju u paklenski dekoriranim dvorcima, niži članovi ovog udruženja, maskirani pljačkaju, a ako vještice osuđene žene mogu sucima opisati kakav je bio njihov ugovor s vragom, jer su na ovakvim orgijama bile njihove miljenice. Dvostruki se moral plemstva oslikava u atmosferi erotsko – demonskih zbivanja. Međutim, autoričin osuđujući stav sprječava razvoj ove vizije u čitaočevoj mašti...”11
	Većina likova su poznate ili manje poznate ličnosti. U njihovim pričama nalazimo sličnosti s podacima iz njihova stvarnog života. Kako je spisateljica uvijek prije pisanja proučavala arhive i istraživala pojedinosti iz života svojih budućih junaka, mnoge priče iznesene u romanu imaju istinitu podlogu.
	Glavni likovi su: Stanka, Jurica Meško, Nera Keglevicz, Siniša Vojkffy.
Sporednih likova ima jako puno.Važniji za razvoj radnje su: Anzelmo, Giulija, barun Makar, Ružica Vojnović, Klement, Franjo Patačić, Pavao Drašković, Đuro Ottenfels, Elvira, barun Kukmica, Suzana Ratkay, Petar, Adam i Ivka Oršić, Tito i Sanda Krajačić, grof Čikulini, grofica Auersperg, grof Vojkffy, Ivo Skerlecz, Terka Nadazdy, Ženka Drašković, Mikica Smernjak, gumbar Adam, Filip, Jelica i Margareta Kušenka, krvnik Puncer, Van Swieten, „svetac” Rafael, Kaunitz, Bathyany, grofica Fuchs, princeze: Amalija, Elizabeta, Marija Antoaneta, prinčevi: Karlo i Josip II., carica Marija Terezija, car Franjo Josip, Mimi, kovač Woolf, Lasi, Davila, Marica, jezuiti: Pelegrini, Euzebije, Khevenhiller, grof Rivera, Taruka, Natalija Jagušinska....

### Jurica Meško
Meško se pojavljuje kao pustopašan mladić koji trati vrijeme opijajući se s plemićima u jezuitskom samostanu, te brojnim plemićkim palačama. Pijanke započinju za vrijeme svečanih ručkova, nastavljaju se cijelo popodne, večer i noć a ponekad i jutro. Zahvaljujući svojoj mladosti, Meško uspijeva ostati pribran. Ponekad vara u ispijanju vina prolijevajući ga ispod stola: „...Gospoda nastoje stati na noge, ali im to ne uspijeva. Gvardijan se pokuša uprijeti o stol i podići trbuh, ali uzalud .Jedino Meško ustade. Mlad, čvrst, gibak, u licu mu simpatična odlučnost i inteligencija...”12 Meško nema ni oca ni majke, oboje su umrli i ostavili mu poveliko nasljedstvo zahvaljujući kojemu on ne mora ništa raditi.
	Budući da su svi plemići zabrinuti zbog neobičnog ubojstva grofa Mernaya za čije je truplo bio priboden pergament s porukom da je prvi od devetorice te zbog pojavljivanja plavog svjetla u davno napuštenoj kući baruna Makara, Meško kreće u istraživanje. Na to ga potiče naglo putovanje baruna Makara. Meško je slijedio Makara, koji nije otputovao već je u mrkloj noći otišao u svoju napuštenu kuću.U podrumu kuće Makar je nestao, a Meško je čuo razgovor četvorice nepoznatih muškaraca. Meško je uspio pobjeći iz kuće, a idućeg dana ga je u svoju kuću pozvala barunica Katarina Lehotska, kako bi ga upoznala sa svojim „nećakom poručnikom Stankom”: „...Predvečer se stade pripremati za odlazak k barunici. U sedam sati bio je već posve odjeven. Pogledao se u ogledalu. Stasit, pristao, visok, vitak, širokih leđa, otmjenog držanja, čvrst momak. Nije nosio vlasulju, nego je gustu, tamnu kosu češljao nauznak, tamne oči bile su duboke i pronicave, a ispod malih crnih brkova smiješila se nekom ironijom izbočena rumena usta. Svečano odijelo dobro mu je pristajalo. Nije bio tašt, ali je osjetio zadovoljstvo što dobro izgleda...”13 Barunica ga je upoznala sa svojim nećakom s kojim se ubrzo sprijateljio.Za baruničina izbivanja iz kuće Meško je svake večeri posjećivao svoga novog prijatelja. U kući barunice Lehotske, Meško je ranjen te je morao ostati nekoliko dana kod nje. Barunica ga je njegovala i osvajala a on se svakim danom sve više zagledavao u nju. No ipak je i dalje prijateljevao sa Stankom koji ga je svojim utjecajem odvraćao od pustopašnog života: „..dosad sam mislio da je novac, dobro jelo, kapljica, zdravlje i žena ono što mi treba za život, a sada vidim da mi je potrebna također dobra i poštena duša kakva je tvoja!”14 Meško je jedne večeri organizirao zabavu nakon koje je barunici Lehotskoj izjavio svoju ljubav. Ona se pričinjavala pravednom i poštenom te mu je rekla kako mu ne želi biti ljubavnica. Meško je bio potišten i osjećao se poraženim i osramoćenim. No, barunica je iste večeri prihvatila njegovu ispriku te se s njime potajno zaručila.
	Zbog nereda u Zagrebu, velikaši su se na kratko vrijeme preselili u Zagorje gdje su vrijeme kratili lovom .Jedne večeri, poručnik Stanko se pokušao utopiti u jezeru. Kada su ga izvukli iz vode, Meško ga je odnio u sobu i ispitivao zašto se htio lišiti života. Sam je iz razgovora donio zaključak da je Stanko zaljubljen u svoju tetku. Zbog ove spoznaje, odlučio je odgoditi svoje zaruke s Lehotskom pod izgovorom da ona ne može tako rano skinuti crninu jer je bila udovica: „...on je bio spreman odmah oglasiti zaruke, ali ga je od toga odvraćalo blijedo lice prijatelja Stanka... Nije se mogao odlučiti da Stanku nanese bol, a ipak ga je mučila ljubomora, jer se barunica ponašala tako kao da mu i nije zaručnica.”15 Lehotska je na dva dana otpravila Meška u Zagreb rekavši mu kako joj je dojavljeno da joj je dvorac oštećen u požaru. Kad se vratio, Stanko je iznenada nestao iz dvorca što mu se učinilo sumnjivim. Bio je uvjeren da on ne bi otputovao, a da mu se barem pismom ne javi. Dok je spavao, u sobu mu je ušla nepoznata žena i ostavila na stolu katarinčice. Bio je to Stanko tj.Stanka. Poljubila ga je u čelo što ga je jako uznemirilo. Idućeg dana Ciganka mu je u lovu gatala: „...Ljudi vas neće lako prevariti ali vas vara draga s jednim prijateljem. Sreća će vam biti kratka, a bol duga... Vas ljubi žena koju ne poznajete...”16 Meška se Cigankino gatanje neugodno kosnulo. 	Meško je pao u ruke razbojnicima, no uspio im je pobjeći. Pri povratku u dvorac, zatekao je grofa Pavla Draškovića (vlasnika dvorca u kojemu je privremeno obitavao), na sastanku s nekom damom. Mislio je da je to Lehotska, no kada ju je optužio za prijevaru ona ga je razuvjerila. Vrativši se u Zagreb pronašao je Stanka. Ponovno je počeo sumnjati u baruničinu vjernost.
	Grof Patačić je u Varaždinu organizirao zabavu na kojoj su se našli Meško i Stanko. Te večeri je Varaždin buknuo plamenom i Meško je spasivši Stanka od požara otkrio da je on zapravo žena: „...To dakle, nije više moj prijatelj Stanko!... To je netko drugi, tko je uz njega živio varkom... Gdje je barunica? Zašto se nisam sjetio nje?... Što se to događa sa mnom?  Zašto mi je ovaj mladić bio toliko drag da sam se brinuo samo za njega, a ne za nju.”17 Cijelu je noć razmišljao o Stanku. U mislima se vraćao u prošlost i povezivao djeliće. Naročito ga je mučila spoznaja da ga je varala njegova lijepa zaručnica: „...Zašto je Katarina sve to učinila? Kako se mogla vješto pretvarati?”18 Meško nije Stanki otkrio da zna njezinu tajnu. Idućeg dana pošao je u potragu za barunicom, ulovio ju je u laži. Po povratku u Zagreb, Meško se promijenio. Počeo se zanimati za svoja imanja i rjeđe je posjećivao svoju zaručnicu: „...Stanka je primijetila da njegove oči nisu više onako mirne kao nekada, lice mu nije više bilo onako zdrave svijetle boje. Samo otmjeni stas odavao je nekadašnju ponositu odvažnost i snagu.”19 Jedne večeri Stanko mu je zahvalio na gostoprimstvu te izjavio da namjerava otići u Zagorje. Meško ga je odvraćao i u jednom trenutku provalili su iz njega svi zatomljavani osjećaji: „...Njihovi su se pogledi sastali... Meško protrne. Ruke kojima je još uvijek držao Stankinu glavu zadršću... Utonuvši u Stankin pogled Meško zaboravi na sve oko sebe, privuče tu glavu što ju je držao u rukama na grudi i poljubi je.”20 Nakon nekoliko trenutaka sabrao se i izjavio joj ljubav: „...Kako te ljubim, anđele moj mali! Da znaš kako si mi neizmjerno drag! Znaš li kako dugo u sebi nosim taj osjećaj?”21 Meško Katarinu nikada nije volio. On je uvijek u njoj vidio samo lijepu ženu koja mu je otimala zdrav razum. No njegovi osjećaji prema Stanki bili su dublji i čvršći. Mešku je Ružica, Stankina prijateljica ispripovijedala cijelu istinu o Stanki. Barunica mu se zgadila sa svom ljepotom i sa svim čarima. Raskinuo je zaruke s njom, no ona je otela Stanku. Meško je bio strašno nesretan zbog Stankina nestanka. Spletom okolnosti, dospio je u Gričke katakombe, a iz njih u samostan klarisa u kojemu je doznao gdje se nalazi Stanka. Pronašao ju je polumrtvu u tamnici zahvaljujući fratru Anzelmu koji mu je ispričao o svojoj vezi sa sestrom Beatom. Mešku je sada sve bilo jasno. Uspio je raskrinkati barunicu Lehotsku. Ona je bila Beata koja je pomutila Anzelmov razum, Giulija koja se morala udati za baruna Makara i iz Italije doći živjeti u Hrvatsku, ona je bila Katarina Lehotska za kojom su ludovali svi muškarci s Griča.
	„...U kući Jurice Meška na Griču bila je prava strka... Sobarice su pripremale vjenčanu haljinu za nevjestu... kad su pripreme završene stigao je na svojem vrancu Meško. Dočekala ga je zaručnica, svježa, rumena obraza, čvrsta i jaka... Na Markovu trgu okupio se cijeli grad. Građani su pozdravili mladence.”22

### Stanka
Stanka je živjela u službi kod neke plemkinje jer nije imala ni oca ni majku. Plemkinja je bila vrlo pobožna pa ju je slala svaki tjedan k fratrima na ispovijed. Gvardijan fratara je želio da mu postane ljubavnica što je ona odbila. Zato ju je zatvorio u samostansku tamnicu odakle ju oslobađa fratar Anzelmo koji se spletom okolnosti isto tamo zatekao. On je odvodi u službu svojoj ljubavnici, nadstojnici samostana klarisa Beati. Budući da nadstojnica vodi dvostruk život, ona ju iskorištava u drugu svrhu – Stanka postaje nećak barunice Lehotske. Lehotska je idući dan u svoju kuću pozvala grofa Meška te ga upoznala sa Stankom koja je sada bila poručnik Stanko: „...Mlad poručnik ljepuškastog blijedolikog lica, milih modrih očiju, vitkog stasa, u uniformi poljskog aristokrata. Haljetak mu dosiže do čizama, a složen je u nabore oko struka kako bi pokrio jače razvijene ženske oblike. Stupao je odvažno, držao se lijepo i otmjeno.”23 Stanka je bila sretna jer se izbavila iz tamnice, a još više od toga bila je zahvalna barunici na pomoći te se zato svim silama trudila uživjeti u svoj novi život.
	Kako je barunica neko vrijeme morala živjeti i u samostanu, Stanka je ostajala sama u kući. Na baruničin zahtjev, pozivala je Meška na druženje i večeru. Jedne večeri, dok su sjedili na terasi, u vrtu se začuo pucanj. Meško je otrčao u vrt pogledati što se dogodilo a Stanka je počela drhtati. Neprestano je hodala po sobi gore – dolje i brinula se. Meško se vratio u sobu dovevši ranjenog slugu. Stanka i on ponovno su izašli na balkon gdje je hicem iz pištolja ranjen Meško. Meško je na liječnikov savjet, ostao ležati u kući barunice Lehotske koja se tjedan dana nakon ovog događaja vratila kući. U Stanki se tada probudila tuga i ljubomora. Barunica je preuzela svu brigu oko njege bolesnika, a Meško je sada više vremena provodio s Lehotskom. Konačno je sama sebi priznala da svim srcem ljubi Meška. No, Stanka nije klonula duhom jer se potpuno uživila u svoju ulogu. Iako je izgarala od ljubomore, i čak ponekad razmišljala kako će pobjeći, ostala je uz Meška zadovoljivši se njegovim prijateljstvom. Meško i Lehotska su se ubrzo nakon toga, potajno zaručili što je Stanku strašno pogodilo. Tada se sprijateljila s Ružicom Vojnović.
	Za vrijeme boravka u Trakošćanu, Stanka je trpjela strašnu ljubomoru. Stanka je Meška i Lehotsku morala svakodnevno gledati zagrljene, sretne i zaljubljene.To ju je razdiralo: „...Već nekoliko dana podnosila je paklene muke a da se oko nije smjelo orositi suzom... Na dugom putu do Trakošćana morala je gledati kako Meško udvara barunici...”24 Stanka je bila jako tužna pa je Mešku napisala oproštajno pismo u kojemu mu otkriva svoj pravi identitet i izjavljuje ljubav. Pismo je umetnula u knjigu koju je Meško običavao čitati svaku večer prije spavanja, ali pronašla ga je Lehotska. Stanka je otišla na jezero, sjela u čamac, udaljila se od obale i bacila u vodu. Ali, nije vidjela da ju s obale promatra Ružica, koja je istog trena kada je Stanka skočila u vodu, počela dozivati pomoć. Stanku su spasili. Meško ju je ispitivao o razlogu zbog kojeg se odlučila utopiti, tj. oduzeti si život. Meško je sam donio zaključak da je to zbog njegovih tajnih zaruka s barunicom. Stanka nije proturiječila. Sprijateljila se s Pavlom Draškovićem kojeg je ulovila u ljubavnom sastanku sa zakrinkanom damom. Iste večeri, u dvorcu se dogodila krađa i to upravo u onoj prostoriji gdje je Stanka vidjela Pavla s nepoznatom damom. Da spasi sebe, Pavao je optužio Stanku za krađu. Lehotska ju je zaključala u sobu s namjerom da je otruje. No, Stanka je uspjela pobjeći iz sobe tajnim prolazom koji joj je otkrila Ružica. Stanka je tajnim prolazom noću posjetila Meška i poljubila ga. Ružica joj je pomagala da opstane i da se bori za svoju ljubav. Nakon povratka velikaša u Zagreb, ona je šetala svaku večer pod Meškovim prozorima. Meško ju je jedne večeri dočekao i odveo u kuću. Ispričala mu je da nije kradljivica ona, nego da je to nepoznata Pavlova ljubavnica. Otišla je s njim u Varaždin i suočila se s bijesom barunice Lehotske. 	Nakon požara probudila se u Meškovoj kući. On ju je spasio. Po povratku u Zagreb živjela je kod njega. Meško se promijenio, no i dalje ju nije puštao iz kuće: „...Stanka odvrati pogled s prozora i primijeti da je Meško promatra. Prvi put osjetila je u svom muškom odjelu stid. Spustila se na divan iza stola pokrivenog svilenim stolnjakom da sakrije noge. Nikad još nije osjetila takvu zbunjenost pred Meškom... Taj nijemi događaj uzbudio je i nju i njega.”25 Te večeri je Stanka izjavila da će otići u Zagorje. Mislila je da je Meško nesretan zbog Lehotske. Meško ju je nagovarao da ostane, te ju poljubio izjavivši joj ljubav. Stanka je bila zbunjena, ali sretna: „...Stanka osjeti umor, spusti se na divan i zakopa lice u svilene jastuke. Još je osjećala njegov poljubac, još je uvijek čula njegov glas i riječi kojima joj je uzburkao dušu. Bilo joj je kao da je trese groznica.”26 
	Stankinu priču Mešku je ispripovijedala Ružica. Stanku je Lehotska uz Anzelmovu pomoć zatvorila u samostansku tamnicu gdje je jednom već bila zatočena. Baruničin bijes, ljubomora i želja za osvetom koje je osjećala prema Stanki, povećali su se nakon što je Meško razvrgnuo zaruke. Iz tamnice spasio ju je Meško. Bila je u nesvijesti nekoliko dana. Cijelo to vrijeme, Meško ju je njegovao. Kad se oporavila vjenčali su se.

### Giulija
Giulija je bila mlada Talijanka. Živjela je u Veneciji, prodavala je cvijeće i živjela skromnim životom sa zaručnikom Bepom. Jedne večeri čekala je na obali Bepa, koji je zakasnio na sastanak. Tik do nje, zaustavila se prekrasna gondola. Njen vlasnik je započeo razgovor s njom te se ponudio da će je odvesti k njenom zaručniku. Zavedena lijepim riječima, prihvatila je ponudu nepoznatog kavalira. On ju je na prijevaru odvezao u svoju palaču, opio ju i obeščastio. Idućeg jutra, Giulija se htjela baciti u more. Spriječio ju je sluga nepoznatog kavalira. U taj isti tren u sobu su unišli njen brat, zaručnik te dvojica njihovih prijatelja. Prisilili su ju da se uda za čovjeka koji ju je prošle noći tako nemilosrdno prevario i iskoristio, za baruna Makara. Morala je s njime otputovati u njegov rodni zavičaj – u Hrvatsku. Giulija je mrzila svog muža i varala ga je. Zbog brojnih prijevara Makar ju je, uz pomoć devetorice prijatelja, prisilio da ode u samostan. Nakon petnaest godina, Giulija se vratila u Zagreb, kao opatica Beata i započela osvetu devetorici plemića zbog kojih se morala odreći svjetovnog života. Uz pomoć svog novog ljubavnika Anzelma ubila je grofa Mernaya, ostavivši poruku ostaloj osmorici plemića da će i oni doći na red. Anzelma je varala s drugima jer je uz prijateljičinu pomoć izbivala iz samostana te se za to vrijeme pojavljivala u plemskim krugovima kao mlada udovica - kao barunica Katarina Lehotska. Osvajala je srca starijih plemića a posebno je nastojala osvojiti mladog grofa Juricu Meška. Njegov pokojni otac bio je jedan od devetorice kojima se namjeravala osvetiti, stoga joj je poseban užitak predstavljalo osvajanje mladog i naočitog grofa Meška. Ljudi su joj zamjerali što je sama živjela i pozivala ljude na zabave u svojoj kući jer to nije dolikovalo jednoj mladoj plemkinji. Zato joj je i Stanka, djevojka koju joj je doveo Anzelmo s molbom da ju uzme pod svoju zaštitu, dobro došla kako bi se ogradila pred vanjskim svijetom. Sada više nije bila sama, uz nju je bio njen mladi nećak: poručnik Stanko. Čim je preobukla Stanku u Stanka, pozvala je Meška u svoju kuću kako bi ih upoznala. No, to će biti za nju koban trenutak jer će se mladi poručnik, odnosno Stanka uskoro zaljubiti u grofa Meška. „...Meško je zadivljeno promatrao otmjenu ljepoticu u svilenoj haljini svjetloljubičaste boje. Barunica Lehotska bila je visoka i vitka, ovalnog lica, čiste puti, blistave, baršunaste. Dva velika plamena oka sjala su tajanstvenim sjajem, dok su se crvene uske usnice smiješile zamamnim smiješkom kakvim se nije smiješila ni jedna žena u cijelome gradu.”27 Barunica je Stanki ovako objasnila razlog njenog preodijevanja: „...Gospoda me obasiplju udvaranjem, a bude li mi koji odviše udvarao, ti ćeš me spasiti. U tvojoj pratnji moći ću u društvo. Volim zabavu, a gospođe su me počele prezirati što sam zalazila u društvo sama...”28 Barunica je pozivala Meška u svoj dom pod izgovorom da on bolje upozna njenog nećaka.
	Kako je ona bila i sestra Beata, morala je na tjedan dana napustiti kuću i živjeti u samostanu. Za to vrijeme, Meško je ranjen u njenoj kući, te ga je tamo njegovala Stanka. Barunica se vratila kući i iskoristila priliku što Meško leži u njenoj kući ote ga osvajala svakim trenom: „...Dok je Meško još boravio u baruničinoj kući, Katarina Lehotska je odlazila na spavanje grofici Margareti Bućan. Na ručak je dolazila kući i cijelo popodne osvajala Meška.”29 Meško joj je jedne večeri u vrtu izjavio ljubav, no ona mu je rekla da nipošto ne želi postati njegova ljubavnica. Iste večeri dopustila mu je da joj se ispriča, čak i da je poljubi. Te večeri, Giulija se kao barunica Lehotska zaručila s Meškom. Nakon zaruka, Stankino se ponašanje promijenilo. Barunica je to primijetila i shvatila je da je Stanka zaljubljena u njenog zaručnika. To joj je Stanka i potvrdila pokušavši izvršiti samoubojstvo. Barunica je Stanku grdila, ali je Meško odgodio njihove zaruke i to ju je počelo ozbiljno smetati. Lehotska je bila ljubavnica Pavla Draškovića od kojega je izmamljivala novac. Nakon što je Stanka optužena da je kradljivica, ona je društvu izjavila kako je to stara bolest njenog nećaka te odlučila da će Stanku otrovati kako bi je što jednostavnije uklonila s puta. Kad je Stanka nestala iz sobe, snašla se tako što je Mešku rekla da je Stanko otputovao u rodni kraj. I dalje je vrebala Meška te ga uspješno obmanula nakon što ju je optužio za nevjeru. Zavela je suca. Bila je ljuta na Stanku kada se ova pojavila u Varaždinu, no nije ju mogla otpraviti jer nije našla valjan razlog za to. Za vrijeme požara u Varaždinu, sklonila se k Pavlu. Uspjela se opravdati pred Meškom, rekavši mu kako ga je cijelu noć tražila. On joj nije povjerovao. U Zagrebu ga je pozvala k sebi: „...Jurica, nešto ti važno moram reći. Kad svi odu vrati se k meni...”30 Meško je rekao da to nije pristojno te da ju ne želi dovesti na zao glas. Ona mu je gurnula ključeve u ruke i rekla mu da ga očekuje. Ovim postupkom htjela je posljednjim pokušajem zavesti Meška. No njegovo srce više nije pripadalo njoj: „...Mala svjetiljka sa stropa tajanstveno je osvjetljivala divan na kojemu je u bijeloj lakoj haljini ležala barunica Katarina. Lijepa bujna kosa padala je po svilenim jastucima...”31 Te večeri, Meško je raskinuo zaruke s njom. Nije ga uspjela očarati i zavesti čak ni svojim tijelom. To ju je osobito razbijesnilo. 
	Pod Krvavim mostom ponovno je pronađen mrtvac... Lehotska se pojavila u samostanu. Beata se prepirala s Anzelmom koji je bio ljubomoran. Meško, koji se spletom okolnosti našao u samostanu, prepoznao je barunicu Lehotsku u odori Beate. Na večeri koju je pripremila barunica Lehotska u svojoj palači, Meško je raskrinkao Giuliju. Otkrio je plemićima da je ona žena baruna Makara, a Anzelmu da njegova Beata nije ona za koju se predstavlja. Anzelmo ju je isprva branio: „...Beata je čista..., ona je dobra i pobožna, ali je nečisti posegnuo za njezinom dušom... Zato je dovedoh iz Milana i postavih je za nadstojnicu samostana sv. Klare. Ondje joj se jedne noći u snu prikazao sv. Francisko i rekao joj: devet velikaša pokušat će te oteti svetim zidinama samostana, no Anzelmo je tvoj spas.”32  	Makar je pitao svoju ženu, ne zgraža li se sama nad sobom. Ona mu je rekla da je uživala u osveti te da joj ona pruža neizrecivu slast. Beatu, Katarinu Lehotsku, odnosno Giuliju, ubio je jedan od njenih mnogobrojnih ljubavnika – Anzelmo.
	„...Pronašli su je mrtvu. Srce joj je bilo probodeno venecijanskom iglom...”33

### Anzelmo Giovanni
Anzelmo je bio fratar u jezuitskom samostanu, nemoralna osoba, proračunata, ali vrele ćudi. Nije volio gvardijana jer je ovaj bio zaljubljen u njegovu ljubavnicu, nadstojnicu u samostanu klarisa - Beatu. Anzelmo se s Beatom nalazio potajice u tajnom prolazu između samostana klarisa i jezuita. Jednoga dana se posvađao s gvardijanom koji ga je nakon svađe na prijevaru namamio u samostansku tamnicu te ga u njoj zatočio. U tamnici je u to vrijeme bila zatočena djevojka – Stanka, koja nije htjela biti gvardijanova ljubavnica te ju je on zbog toga zatvorio da umre ili pristane. Anzelmo i Stanka su uspjeli pobjeći iz tamnice tajnim prolazom. Stanku je Anzelmo povjerio Beati, a on je po povratku u samostan dao ubiti gvardijana. Beatu je Anzelmo upoznao u milanskom samostanu odakle ju je doveo u Zagreb smjestivši je na položaj nadstojnice u samostanu klarisa. On ju je volio i držao ju sveticom, bio je jako ljubomoran, njegova je ljubav prelazila u opsesiju te je zbog nje počinio mnoga zlodjela. Kad mu je Meško otkrio da ona nije ona osoba za koju se izdaje, u afektu bijesa ju je pokušao ugušiti pred nekolicinom svjedoka: „...Ti si Lehotska? Ti si me varala, ti si mi lagala! Zbog tebe sam toliko trpio, zbog tebe dadoh ubiti gvardijana Antonija, zbog tebe sam ubio četvoricu velikaša... Beata, to mi moraš platiti, prokletnice!...”34 Plemići su ga u tome spriječili no samo na kratko jer je nakon nekoliko dana Beata pronađena ubijena ispod Krvavog mosta.
	Nakon nekoliko stotina stranica, lik Anzelma se pojavljuje kao otac Vicencije Grande, koji kao jedan od jezuita djeluje na dvoru Marije Terezije. Anzelmo sada postaje jedan od glavnih intriganata u romanu. Kako je carica veoma cijenila jezuite, oni su na njenom dvoru uživali njeno potpuno povjerenje. A to znači da je red jezuita u kraljevstvu imao neograničenu moć i slobodu: „...U kapelici kleči carica. Na stepenicama oltara otac Grande. Po njegovoj crnoj kosi pada žućkasto svjetlo svijeća. Blijedo lijepo lice u crnoj halji nalik je na sliku sveca u crnom okviru...”35. Grande je na dvoru nastavio sa svojim zločinima te je i dalje imao ljubavnice, ali one mu nisu ništa značile. Kad je carica na dvor dovela Neru njegova nutrina se uzbuktala baš kao nekad dok je ludovao zbog Beate.  On se odmah pobrinuo da mu ona bude što bliže: „...samo bih se usudio savjetovati da dušu mlade grofice povjerite strogoj pažnji dušobrižnika koji će joj pojačati snagu da svoju krjepost očuva netaknutom...”36. To je značilo da će on biti njen ispovjednik. Grande se pokušavao približiti Neri na razne načine no kako je njena vjernost bila nepokolebljiva, to mu nije polazilo za rukom. Grande je pokušavao obratiti prestolonasljednika Josipa od njegovih prosvjetiteljskih misli, no Josip se čvrsto držao svojih uvjerenja. Zbog toga je Grande preuzeo odgoj silovitog princa Karla koji je slijepo slušao jezuite. Naime, Grande je htio da na prijestolju kraljicu naslijedi zaštitnik jezuita, kako bi oni mogli nastaviti potkradati državu i činiti zlodjela, no Karlo je preminuo zbog bolesti. Zato je Grande pokušao ubiti Josipa. Nije uspio. Nitko na dvoru nije znao ništa o Grandeovoj prošlosti, ali ga je grof Meško prepoznao kada je sa Stankom bio u posjeti Siniši i Neri. Njegov pravi identitet otkrio je Josipu. Kada je Josip odveo Neru s dvora jer je bila optužena da je pruska uhoda, Grande ju je neumorno tražio. Pronašao ju je kad je ona otišla bez Josipova znanja iz njegova dvorca, u waldburškom dvorcu. Tada joj je priznao da je on njen noćni progonitelj s dvora koji ju je uhodio svaku večer sve do njenih odaja: „...Uživao sam mirno dok niste došli vi i povukli me za sobom. Vi ste me susretali hladno, a ja sam sve više divljao strašću šuljajući se za vama... kad sam sjeo nasuprot vama omamio me čar vaše ljepote. Dok ste bezazleno gledali u moje oči, ja sam kraj vas mirovao poput ledene pećine u čijoj nutrini plamti vrela lava...”37. Nera je pobjegla iz dvorca te je Grande ponovno ostao bez dragocjena mu plijena. Meško i Josip su u međuvremenu otkrili sve Grandeove zločine te su ga dočekali na dvoru s namjerom da ga prisile da prizna sve kraljici: „...Tražimo vas, Anselmo Giovanni! - odgovori Meško... Grande sjedi za pisaćim stolom. Njegovo lice ne pokazuje promjene. Crne oči upiru se u neobičnu frontu četvorice plemića s Meškom na čelu. Iza njih iskoči mu slika palače na Griču i barunice Lehotske... a on ponižen priznaje da je iz ljubomore ubio, da je pljačkao...”38.  Grande se branio rekavši da kraljica neće povjerovati njihovim klevetama, no na koridoru koji je vodio u njenu kancelariju Grande je shvatio da je otkriven i da mu nema spasa: „...Grande drhće. Blijedim licem prolazi zelenilo. Oči mu gasnu, tijelo trepti, noge klecaju. Osjeća se kao u željeznoj mreži. Valja se u njoj kao živina. U smrtnoj borbi traži izlaz... Guši se... Mozak miruje... Samo još oči očajnom grozom životinje u posljednjem, smrtnom vrisku traže zaklonište. Kamo?... Tada zahvate svjetlo na otvorenom prozoru. Crna sjena odroni se niz drugi kat kao uvenuo list, otkinut u orkanu razbješnjele prirode... Na kamenom dvorištu leži crno klupko...”39.

### NeraKeglevicz
Nera je bila mlada velikašica, unuka grofice Suzane Ratkay. Njena baka ju je odgajala u izolaciji od društva. Naučila ju je da bude hrabra i odvažna, razborita i neustrašiva: „...zato sam te odgajala na čistoći zraka da ti bude duša i tijelo jako..., zato sam te naučila da se ne bojiš noću, da se ne plašiš ni živih ni mrtvih. Zato sam ti dala, umjesto društvenih propisa, slobodu da izoštriš svoj um, mjesto igračke uzde divljeg konja, mjesto lutke pištolj...”40 
	Razlog tom odgoju grofice Ratkay bio je cilj da Neru odgoji u čistoći duha koji ne poznaje sebične hirove i ljudsku pokvarenost koji vladaju u društvu. Taj je odgoj istaknuo Neru osobinama nesebičnosti, hrabrosti, ponešto naivne iskrenosti te skromne ali snažne samosvijesti koji je odlikuju od većine žena u njenom društvu. Po mišljenju muškaraca u romanu, te njene osobine više dolikuju kakvom drugom muškarcu a ne tipičnoj ženi. Zbog svoje tendencije da pomaže nesretnima, sama zapada pod društvenu nepravdu koju ne trpi pasivno več ju nastoji iskorijeniti. 
Osobito su je zanimale vještice te njihov progon. Nera nije vjerovala u postojanje vještica u onom smislu u kojem su ih ljudi prikazivali. Njoj se činilo apsurdnim da vještice mogu letjeti, provlačiti se kroz uho igle ili ključanicu. Zbog svoje skeptičnosti, često se upuštala u razne vratolomije kako bi ponašla dokaze za nemogućnost postojanja vještica. Jedan od njih joj je zapečatio sudbinu. Budući da su se u tornju kraj Kamenitih vrata mučile vještice, ona je noću često obilazila kulu ne bi li jednu od njih vidjela. Tako je jednom prilikom kod kule izgubila svoj crveni, svileni pojas koji je pronašao odvjetnik Dvojković. One večeri, kad ju je njena baka prvi puta uvela u društvo, zamjerila se predstavnicima vlasti ispitujući ih o vješticama,dovodeći ih u neugodan položaj. Od te večeri, oni su postali njeni neprijatelji. Unatoč tome, oni su se prema njoj ponašali veoma udvorno i ljubazno jer je bila unuka najbogatije i najcjenjenije velikašice u gradu – unuka Suzane Ratkay. Nera je svoju baku jako voljela jer joj je ona bila i otac i majka.
	Kako je Nera bila veoma lijepa, skoro su svi plemići – kako oženjeni tako i oni slobodni, za njom izgubili glavu. Jedan od njih je bio i stariji muškarac – grof Vojkffy koji je Neru neprestano opsjedao: „...Grof prihvati pohlepno malu bijelu ruku, kao gladna zvijer dobačenu mrvicu, i utisne na nju tako vruć, gotovo luđački cjelov, kao da će je ustima zdrobiti. Nera se trgne i s nekim čudnim strahom pogleda u grofa...”41
	Grofica Ratkay je htjela svoju unuku udati za baruna Ivu Skerlecza. Nera ga nije voljela, u njemu je vidjela samo prijatelja.
	Jedne večeri Nera je izjahala s namjerom da kod sv. Žavera zatekne vještice. Naime, pripovijedalo se da na raskrižju kod Svetog Žavera, ispod raspela sastaju vještice. Na raskrižju nije srela niti jednu vješticu, ali je zato upoznala Trenkovog pandura – Sinišu. Kako je bio mrak, ona je mislila da je on želi napastovati ili okrasti pa ga je lako ranila u ruku. 
	Na večeri kod Skerleczovih, gdje se Siniša prvi put predstavio društvu, Nera je prema njemu počela osjećati mržnju i bijes. Da ne mora plesati s njim, objavila je svoje zaruke s Ivom Skerleczom. Ivo je zaruke raskinuo kad je Nera optužena da je vještica. Neru su optužili da je vještica, između ostalog, i zato što je sakrila Jelicu Kušenku, koja je bila optužena da je vještica: „...niječući čin pokazuje je upravo krivom, a to se potvrđuje još i drugim nepobitnim dokazima kao što su: dobrovoljne i poslije mučenja potvrdne izjave drugih optuženica da je s njima drugovala..., što je nekakvom nadnaravnom moći stvarala tuču i druge zračne nepogode..., što je sklopila ogavni savez s vragom...”42 Sve plemstvo, koje joj se nekad klanjalo i ljubilo joj ruku u Crvenom dvorcu njene bake, sada joj je okrenulo leđa i prepustilo na milost i nemilost gradskim vlastima. Jedini koji su joj pokušali pomoći bili su grofovi Oršić - stari prijatelji njene bake, Remetinci – njeni vršnjaci koji su dijelili s njom prosvijetljene misli o nemogućnosti postojanja vještica te Siniša koji ju je volio od njihova prvoga susreta. 
	Pokušaj mladih Remetinaca da izabave Neru nije uspio, kao ni onaj grofova Oršić. Iz ruku gradskog suca spasio ju je Siniša i odveo je u dvorac njene bake u kojemu su stanovali trenkovci, čija je zadaća bila u Zagrebu iskorijeniti vještice. U dvorcu je iz Nerine duše provalio bijes i mržnja koju je osjećala prema Siniši: „...Bila bih vam zahvalna da ste me radije pustili svjetini da me ubije ili Krajačiću da me spali na lomači... U djevojci se skupljao gnjev, mržnja i prijezir prema kapetanu. Željela je da mu saspe u lice sve uvrede ovoga svijeta.”43
	U dvorac su za Sinišina odsustva provalili razbojnici koji su razgovarali o tajnom društvu Lucifera te spominjali Sinišu kao jednog od njih. Nera je optužila Sinišu da ju je spasio zato da bi mu postala ljubavnicom. Nakon toga je Nera pobjegla iz dvorca, ispirala je lice i kosu korijenjem od kojeg joj je lice požutjelo, a kosa potamnila. Našla je službu kod grofice Auersperg kao služavka. Siniša ju je prepoznao u dvorcu. Ona je istraživala smrt svoje majke jer joj je baka ispripovijedala kako ju je neki plemić oteo i ubio. U dvorcu je čula razgovor između Siniše i grofice Auersperg u kojem je grofica ucijenila Sinišu zbog njegova grijeha iz mladosti kada je ubio neku plemkinju – ljubavnicu njegova oca. Nera je vjerovala da je upravo ta plemkinja bila njena majka. Optužila ga je, a on joj je zadao riječ da će svoju glavu predati sudu čim ona bude na sigurnom. Iz dvorca su morali pobjeći zbog ljubomorne Auerspergove, koja je bila uvjerena da je njena služavka Sinišu začarala. Sklonili su se u Samobor. Nera je vjerovala u Sinišinu zakletvu da će se predati sudu: „...Nera je prvi put u životu morala priznati da vjeruje njegovim riječima. Zašto, to nije mogla odgonetnuti. Još prije nekoliko sati bila je uvjerena da je taj mladić najveći zlotvor na svijetu, da je najgadniji podlac i hulja. Sada, najednom, vjeruje riječi koju joj je zadao.”44
	Iz Samobora, Nera je sa Sinišom otišla u Zagreb i sklonila se kod Barice Cindek. Jedino što je Neri u trenutcima bijega i skrivanja davalo nadu, bilo je Sinišino obećanje da će se boriti protiv spaljivanja nedužnih žena i da će razotkriti Lucifere. Njih dvoje su u tim trenutcima postali saveznici. Zlom srećom, Nera je ponovno dospjela u toranj. Ispočetka, sudac nije u požutjeloj, ružnoj djevojci prepoznao kontesu Neru. Kako ona u zatočeništvu nije imala čime ispirati lice i kosu, njena ljepota se povratila: „...Pred nama je stajala djevojka bijela lica i svijetle pepeljaste kose. Kad je s glave skinula rubac, pala joj je kosa duga i svijetla kakvu je imala samo jedna djevojka u našem gradu...”45
	Spletke ljubomornih žena spriječile su sve pokušaje Nerinih bližnjih, onih malobrojnih koji su i sada bili uz nju, da je spase. I ovaj put je jedini kome je to pošlo za rukom bio Siniša. Spasio ju je od mučenja, prerušivši se u krvnika, koji je želio iskušati svoje umijeće mučenja na „...toj poznatoj grofovskoj vještici..., o kojoj se pripovijedaju zločini o kakvima on..., nikad nije čuo.”46 Još dok je bila na slobodi, Nera je dobivala ljubavna pisma od neznanca. U tamnici je prepoznala neznančev rukopis u Sinišinom. Nera je shvatila da je Siniša cijelo vrijeme spašava jer je ljubi: „...Siniša, ja bih morala pred vama klečati i svojim suzama vaše zaustaviti... Ali odveć su mi drage i skupocjene... Siniša podigne glavu i pogleda je u lice. Preobraženo je osjećajem beskrajne odanosti. Njihovi pogledi se sretoše i stopiše u jedno. U dodiru njihovih zjenica zadršće ljubav što u taj čas ne osjeti ni čeznuća, ni želje – ljubav što se rodila u patnjama...”47 
	U međuvremenu je grof Franjo Čikulini, jedan od Remetinaca, žrtvovao svoj život kako bi u Beču isporučio kraljici pismo o krivoj optužbi velikašice Nere Keglevicz. Kraljica Marija Terezija naredila je da optuženu groficu dovedu u Beč. U Beču je Nera upoznala cara Josipa II. te je upravo zahvaljujući svojim razboritim riječima kojima je negirala postojanje vještica, stekla njegovu naklonost koja joj je donijela slobodu. Konačno su njene revolucionarne, prosvjetitljene misli došle do izražaja pred osobom čiji su stavovi bili oslobođeni srednjovjekovnog skolastičkog razmišljanja. Carica je Neru oslobodila optužbe, a Siniši odredila pet godina tamnovanja zbog ubojstva. Nera je Siniši na rastanku obećala da će ga čekati dok odsluži kaznu. Nastanila se kod Oršićevih u Slavetiću gdje je odolijevala raznim iskušenjima da prekrši zadano obećanje Siniši. „...Prošlo je mjesec dana... Markov je trg preplavio svijet. Radoznalo se tiska oko ulaza u crkvu... Sve gleda i gura se... Svatovi Gričke vještice! šapuću ljudi... Gle, to je ona!... Oko pepeljaste bujne kose spleo se mirtina vijenac. Oko skladnog tijela poput mreže leprša srebrom izvezena bijela koprena...”48 U očima Gričana u isti tren pojavila se slika kada je Neru ugrabio Siniša preodjeven u vraga: „...Tko zna je li to bio on, ili možda ipak vrag?...”49 
	Carica je odredila da Nera bude njena dvorska dama jer je bila ljubomorna na Wilmu Auersperg – ljubavnicu cara Franje, pa su mladenci odmah nakon vjenčanja otputovali u Beč.
Nera je na dvoru strašno patila jer nije imala vremena viđati svoga muža. No, njena vjernost Siniši nikad nije došla u pitanje. Njena glasovita ljepota i bistrina uma i na dvoru su poticale brojne splatke zbog kojih je Nera često bila u opasnosti a naročito zbog jezuita Grandea koji je u nju bio zaljubljen. Nera je sve trpjela zbog zahvalnosti prema kraljici: „...Jesam li dorasla toj strašnoj bojnoj situaciji u kojoj sam, ni kriva ni dužna, posred unakrsne vatre?... Ta ja sam opet dospjela u toranj s mučilima oko kojeg miriše na lomaču. Zar je naša kraljica – Krajačić na prijestolju?”50 Iz ruku najmoćnije osobe u kraljevstvu izbavio ju je car Josip, njen jedini iskreni i odani prijatelj na cijelome dvoru. Josip je Neru sakrio od kraljičine nemilosti u kojoj se nalazila, u svoj dvorac. Nera je pobjegla iz dvorca ponovno upadajući u razne pogibelji. Josip je bdio nad njom i čuvao ju jer je bio zaljubljen u nju. 
	Nera je s kraljičinog dvora pobjegla u uvjerenju da je Siniša smaknut. Nakon mnogo borbi, Nera i Siniša su se sastali u Josipovu dvorcu. Vratili su se u Hrvatsku. Kao plod njihove napaćene ljubavi rodio se Ivica, njihov sin.
	Nerinu sreću pomutila je careva odredba da Siniša preuzme komandu u Ugarskoj. Naime, Josipu je prijetio rat s Turcima tako da su njegovoj vojsci trebale Sinišine vojničke sposobnosti. Nakon nekog vremena, mladi par je preselio u Beč gdje su ponovno započele njihove nevolje. Počeo je rat i Siniša je poslan na bojište, a Nera je ponovno bila prepuštena na milost i nemilost starim neprijateljima – jezuitima. 
	Rat je završio pobjedom Turaka. Josip je umro. Nera se sa svojom obitelji vratila u Zagorje.

### Siniša Vojkffy
Siniša je bio mlad, neustrašiv kapetan Trenkovih pandura. Sinišu krase sve vrline viteza i plemića: on je odvažan, plemenit, pošten i častan, a s druge strane: strastven, sanjar, pjesnik. Kao mlad momak umorio je ljubavnicu svog oca – grofa Vojkffyja. To ubojstvo mu je obilježilo cijeli život. U Zagreb dolazi s namjerom da stane na kraj razbojstvima koja navodno rade vještice. Stražario je na raznim mjestima, za koja se vjerovalo, da su sastajališta vještica. Tako je jedne noći ne straži susreo kontesu Neru u koju se istog trena zaljubio: „...Mladi kapetan stajao je pred njom kao da se ništa nije dogodilo. Njegova pojava nadvisila je Neru za čitavu glavu. Široka prsa i jaka ramena isticala se u vojničkoj odori, a čvrsti vrat nosio je ponositu lijepu glavu, punu kuštrave crne kose. Muževno lice garavo, pod oštrim nosom crnio se brk, a ispod gustih obrva gledala su dva tamna oštra oka.”51 Kontesina suzdržanost i njeno odbijanje je u njemu još više rasplamsavalo žar ljubavi.
	Za njegov mladenački zločin, znala je njegova nekadašnja ljubavnica grofica Auersperg. Ona ga je ucjenjivala ne bi li se njome oženio. Siniša ju je mrzio, ali nikada nije izgubio svoje dostojanstvo te se prema njoj ponašao kao prema najcjenjenijoj dami.
	Siniša je Neri slao pisma po svome sluzi Filipu, koji ga je odgojio. Pisma je pisao svojom krvlju: „...Nero! Hoćeš li se nasmiješiti ovom bijelom papiru što je samilosno primio šapat jednog srca koje si ti zapalila sunčanim žarom? Nemoj se smiješiti, jer blijedi će papir proplakati nevidljivim suzama, a krv kojom su pisane riječi, otkinute iz ranjave duše – problijedit će...”52 
	Osim grofice Auersperg, u Sinišu su bile zaljubljene gotovo sve plemkinje. Samo Nera ne. Ona koju je ljubio, mrzila ga je iz dna duše. Kad je Nera prvi put bila zatočena u tornju, on ju je oslobodio. Prerušen u vraga, oteo ju je pred magistratom: „...Preko njihovih tjelesa jurio je niz brdo podivljali vranac. Na njemu sjedi strašan konjanik. Od pete do glave crven je kao da mu je po tijelu izrasla crvena koža... Kao da je nikao iz pakla jurnuo je preko svjetine... Strašni konjanik dojuri do vještica..., sagne se k Neri i dobro pogođenim zamahom pograbi je...”53 Nera je bila ljuta na njega te je tražila objašnjenje zašto je to učinio na što joj je on odgovorio: „...Ljubim pustolovine, a ovo mi je bila najzabavnija pustolovina u životu... Zašto da prepustim Krajačiću da loži svoju lomaču tako lijepim gorivom kao što ste vi...”54 
	Kad ga je Nera optužila da je jedan od Lucifera, na tren se slomio i htio joj je priznati osjećaje: „...Nije više mogao suspregnuti svoje osjećaje koji su ga taj trenutak tako svladali... I on otvori usta da izreče ono što je osjećao pa upre u nju ovlažene oči...”55 Kad je Nera pobjegla iz dvorca, Siniša nije prestao očajavati od brige, no sve osjećaje pokušao je skriti u sebi: „...Nisam ni slutio da bi Siniša mogao toliko ljubiti. Taj grubi i opori čovjek najednom se rastalio na toj ljubavi kao djevojčica.”56  
	Siniša se u društvu teškom mukom svladavao kako bi skrio ono što se odvijalo u njegovoj duši, naročito u Mokricama gdje je sreo Neru odjevenu kao služavku, iznakažena lica: „...Duboka žalost, potištenost, bijes na sudbinu, očaj i strah od onoga što bi imalo doći, vitlahu se njegovom dušom poput vihora. Nije se smirio ni drugi dan kad se našao među gostima koji su bili bučni i veseli...”57 
	Kad su Neru ponovno odveli u toranj, Siniša se prerušio u krvnika i odugovlačio s mučenjem, kako bi grof Čikulini za to vrijeme javio carici o Nerinoj nepravednoj optužbi. U tornju joj je prvi put izjavio ljubav.
	 Na preslušavanju kod carice, Siniša je priznao ubojstvo te je osuđen na pet godine tamnovanja. Na oproštaju je rekao Neri: „...od onog časa kad ste vi mene počeli mrziti, ja sam vas počeo ljubiti..., a kad sam poslije govorio s vama, bio sam osoran i grub, a ipak, svaka moja gruba riječ milovala vas je tajno.”58 Nakon izlaska iz tamnice, oženio se Nerom. Nakon vjenčanja, morao je na caričin zahtjev otputovati u Beč. Na carskom dvoru, ponovno je morao Neru čuvati od opasnosti koje su joj prijetile. Jezuiti, carica i zle žene su ga pokušale razdvojiti od Nere, ali nisu uspjeli. Siniša se nakon mnogo borbi za svoju bračnu sreću, vratio u Zagorje s Nerom gdje se rodio njihov sin. 
	Car Josip se, došavši na prijestolje, zaratio s Turcima. Siniša je morao otići u Beč pomagati u vojnim pothvatima. Za to vrijeme su njegovu ženu i sina snalazila brojne opasnosti kojima su oni, uz carevu pomoć uzmicali. Nakon pobjede Turaka, i Josipove smrti, Siniša se sa svojom obitelji vratio u Zagorje.

## Adaptacije
- Gričku vješticu je u strip adaptirao Andrija Maurović.[1]
- Kazališna izvedba 18. lipnja 1918. godine u HNK Zagreb
- Rock opera "Grička vještica" autora Karla Metikoša, Miljenka Prohaske i Ivice Krajača u izvedbi Kazališta Komedija [2]

### Ekranizacije
- Grička vještica (1920.), hrvatski film
- Grička vještica (televizijska serija), hrvatska televizijska serija

## Zanimljivosti
„Grička vještica“ je ciklus sedam svezaka vrlo opsežnih romana koji su prepuni događaja i različitih likova. Priča ide da je Zagorka da bi si olakšala praćenje sudbina likova na jednom stolu imala posložene lutkice koje su predstavljale likove i svaki put kada bi ubila nekog lika srušila bi odgovarajuću lutkicu na pod. Jednom prilikom Zagorkina spremačica naišla je na lutkicu na podu i vratila je natrag na mjesto, pa je tako jedan od likova iznenada uskrsnuo nekoliko svezaka kasnije.

## Vanjske poveznice
- Zagrebus by Imejlčec: Tko je bila prava "Grička vještica"
- Progoni vještica (Barica Cindek 'Grička vještica' oslobođena 16. 2. 1743.) - TV kalendar 2018.